# Comté de Grayson (Kentucky)
Pour les articles homonymes, voir Comté de Grayson.
Le comté de Grayson est un comté de l'État du Kentucky, aux États-Unis, fondé en 1810. Son siège est Leitchfield.

## Histoire
Le comté de Grayson a été fondé le 25 janvier 1810 et a été nommé d'après William Grayson.

## Villes
- Caneyville